# Danish AI Award
Danish AI Award er en pris som overrækkes til én virksomhed, der har været særligt dygtig til at bruge kunstig intelligens, til at udvikle sin forretningsmodel. Det kan for eksempel være en virksomhed, der er lykkedes med at bruge kunstig intelligens til at skabe ny vækst, øget konkurrenceevne eller mere bæredygtige løsninger.
Danish AI Award uddeles som led i det nationale AI-initiativ, AI Denmark. AI Denmark arbejder med forretningsudvikling i danske produktions- og servicevirksomheder - en forretningsudvikling der især baserer sig på kunstig intelligens.
Det er Industriens Fond der overrækker prisen til den virksomhed, som kåres som vinder. Danish AI Award uddeles én gang om året.